# Běloskvrnáč pampeliškový
Běloskvrnáč pampeliškový (Amata phegea nebo Syntomis phegea) je denní motýl z čeledi přástevníkovitých. Dosahuje rozpětí křídel cca 30–40 mm. Rozšíření v jižní a střední Evropě až po Altaj na Sibiři. Chybí na severu. 
V České republice se ve vhodných biotopech – tedy na teplých, slunných stráních nebo v řídkých, prosvětlených lesích – vyskytuje v hojném množství, a to zejména na jižní Moravě, ale i na Křivoklátsku nebo ve středním Polabí.
Přední křídla jsou dvakrát delší než zadní, oba páry jsou černé s oválnými bílými skvrnkami. Na zadečku jsou dva žluté kroužky.
Způsob života je podobný zástupcům rodu Zygaena. Vyskytuje se na teplých svazích, ale často i v polostinných místech. Létá od května do srpna, je jednogenerační. Chlupaté černošedé housenky se podobají přástevníkům. Živí se na travinách, jitroceli a pampelišce. Housenky zprvu žijí pospolitě a postupně se osamostatní, kuklí se až na jaře na zemi mezi spadaným listím.